# Csapó Sámuel
Csapó Sámuel (Rimaszombat, 1883. június 14. – Budapest, 1947. október 31.) szakszervezeti vezető, vasmunkás, a Szlovák Tanácsköztársaság népbiztosa.

## Élete
Anyja László Zsuzsa volt. Kezdetben lakatosmesterséget tanult, 19 éves korától tevékenykedett a munkásmozgalomban. Kassán a szociáldemokrata párt helyi szervezetének vezetőségi tagja volt, 1903-ban szerepet vállalt a Vas- és Fémmunkás Szövetség helyi csoportjának létrehozásában, a lakatosmesterek azonban feketelistára tették. Csapó emigrált, majd miután visszatért, a vasmunkások szakszervezetének kerületi titkárává választatott meg, 1909-ben már a központi szövetségben működött, melynek kezdetben tisztviselője volt, majd helyettes titkára. 1919-ben a Szlovák Tanácsköztársaság szocializálási népbiztosa volt. 1924-ben pedig őt tették meg vezető titkárának, emellett az SZT és az MSZDP vezetőségi tagja is volt.

### Levéltári anyagok
- HU BFL – VII.18.d – 13/5843 – 1920
- HU BFL – VII.18.d – 13/1611 – 1919
- HU BFL – VII.18.d – 13/5037 – 1919